# Reherrey
Reherrey ist eine französische Gemeinde mit 152 Einwohnern (Stand 1. Januar 2022) im Département Meurthe-et-Moselle in der Region Grand Est (vor 2016 Lothringen). Sie gehört zum Arrondissement Lunéville und zum Kanton Baccarat. Die Bewohner nennen sich Reherrois(es).

## Geografie
Die Gemeinde liegt etwa 47 Kilometer südöstlich von Nancy im Südosten des Départements Meurthe-et-Moselle. Reherrey liegt am rechten Ufer der Verdurette, die die Gemeinde durchquert und streckenweise die Gemeindegrenze bildet. Die Gemeinde besteht aus den Dörfern Hadomey und Reherrey sowie wenigen Einzelgehöften. Nachbargemeinden sind Mignéville im Nordosten, Montigny im Osten, Merviller im Südosten und Süden, Brouville im Südwesten und Westen sowie Vaxainville im Westen und Nordwesten.

## Geschichte
Die heutige Gemeinde wurde 1314 als Rehereix erstmals in einem Dokument erwähnt. Reherrey gehörte historisch zur Vogtei (Bailliage) Vic und somit zur Provinz Trois-Évêchés (Drei Bistümer), die faktisch 1552 an Frankreich fiel. Bis zur Französischen Revolution lag die Gemeinde dann im Grand-gouvernement de Lorraine-et-Barrois. Von 1793 bis 1801 war die Gemeinde dem Distrikt Blâmont und dem Kanton Ogeviller zugeteilt. Seit 1801 ist Reherrey Teil des Kantons Baccarat und zudem dem Arrondissement Lunéville zugeordnet. Die Gemeinde lag bis 1871 im alten Département Meurthe.

## Bevölkerungsentwicklung
| Jahr                       | 1962 | 1968 | 1975 | 1982 | 1990 | 1999 | 2007 | 2019 |
| Einwohner                  | 159  | 138  | 112  | 108  | 108  | 112  | 131  | 141  |
| Quellen: Cassini und INSEE |      |      |      |      |      |      |      |      |

## Verkehr
Reherrey liegt nahe der Bahnstrecke von Lunéville nach Saint-Dié-des-Vosges. In Azerailles und Baccarat sind die nächstgelegenen Haltestellen. Unweit der Gemeinde führt die N59 mit einem Teilanschluss Richtung Lunéville in Azerailles und einem Vollanschluss in Gélacourt vorbei. Für den regionalen Verkehr ist die D166 wichtig, die durch das Dorf Reherrey führt.

## Sehenswürdigkeiten
- Himmelfahrtskirche (Église de l’Assomption) aus dem Jahr 1732
- Denkmal, Gedenkplatte und Gedenkstele für die Gefallenen[1][2][3]
- mehrere Wegkreuze
- mehrere Dorfbrunnen
- Lavoir (ehemaliges Waschhaus)

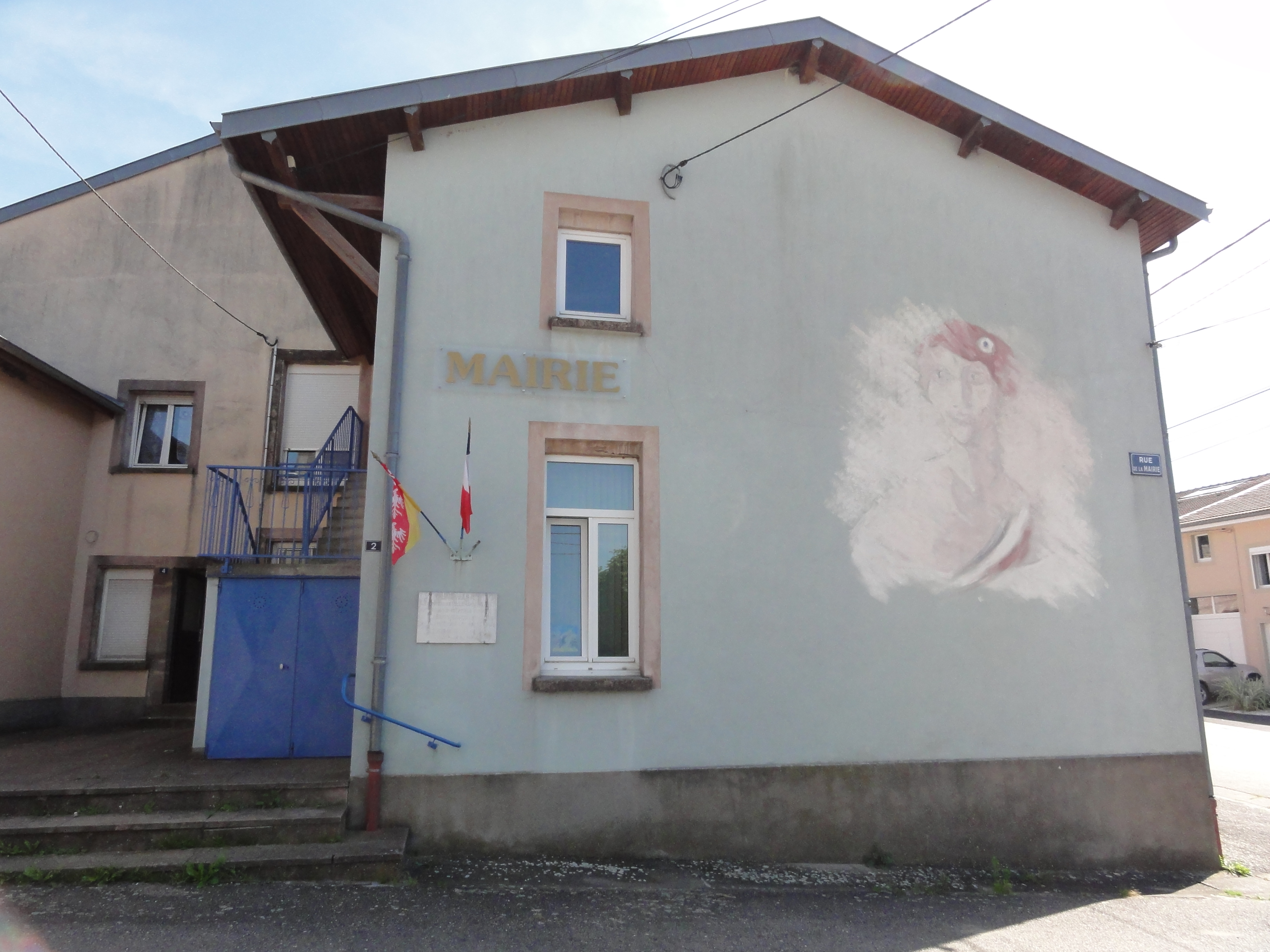
Rathaus (Mairie) der Gemeinde
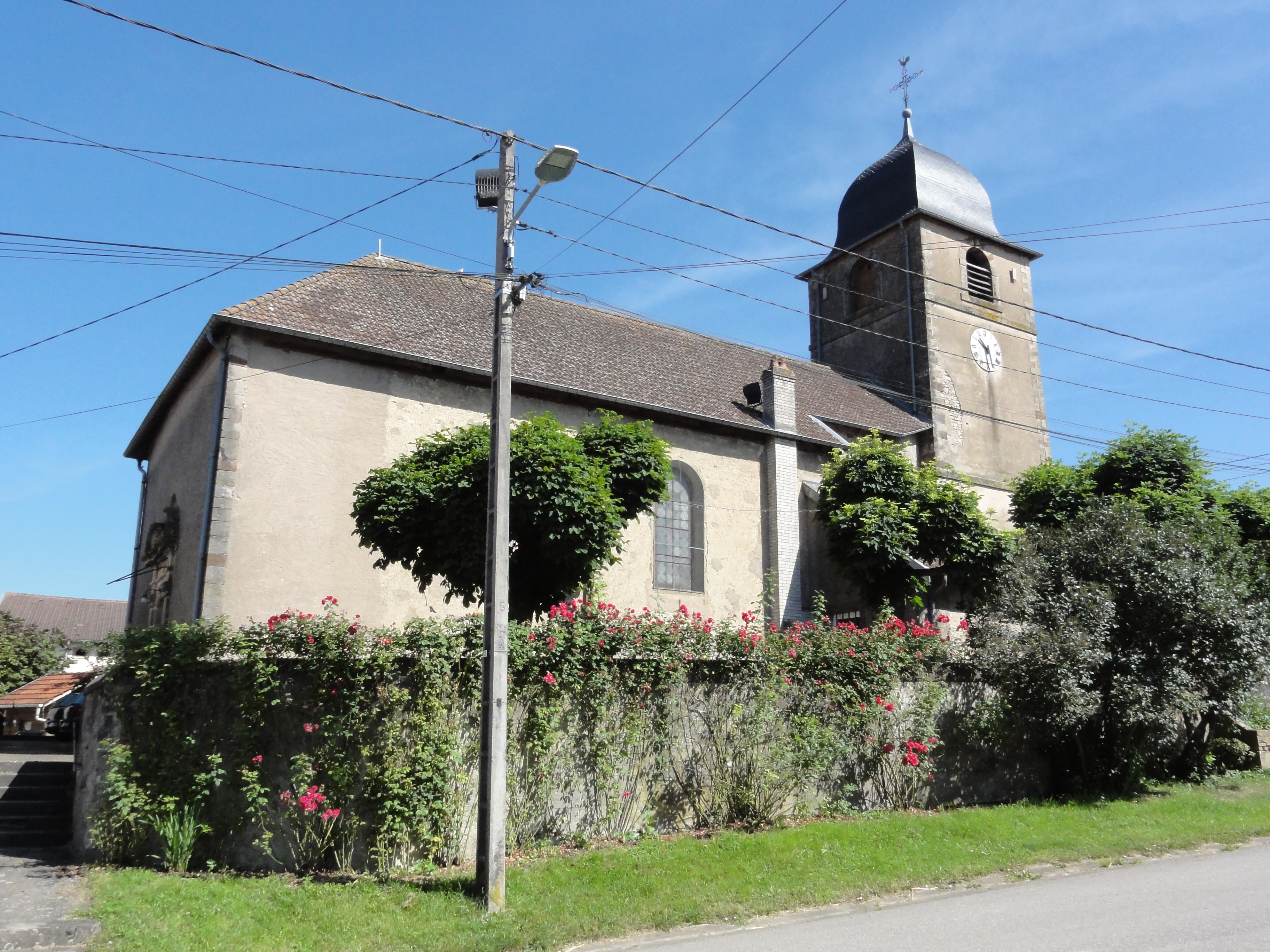
Himmelfahrtskirche
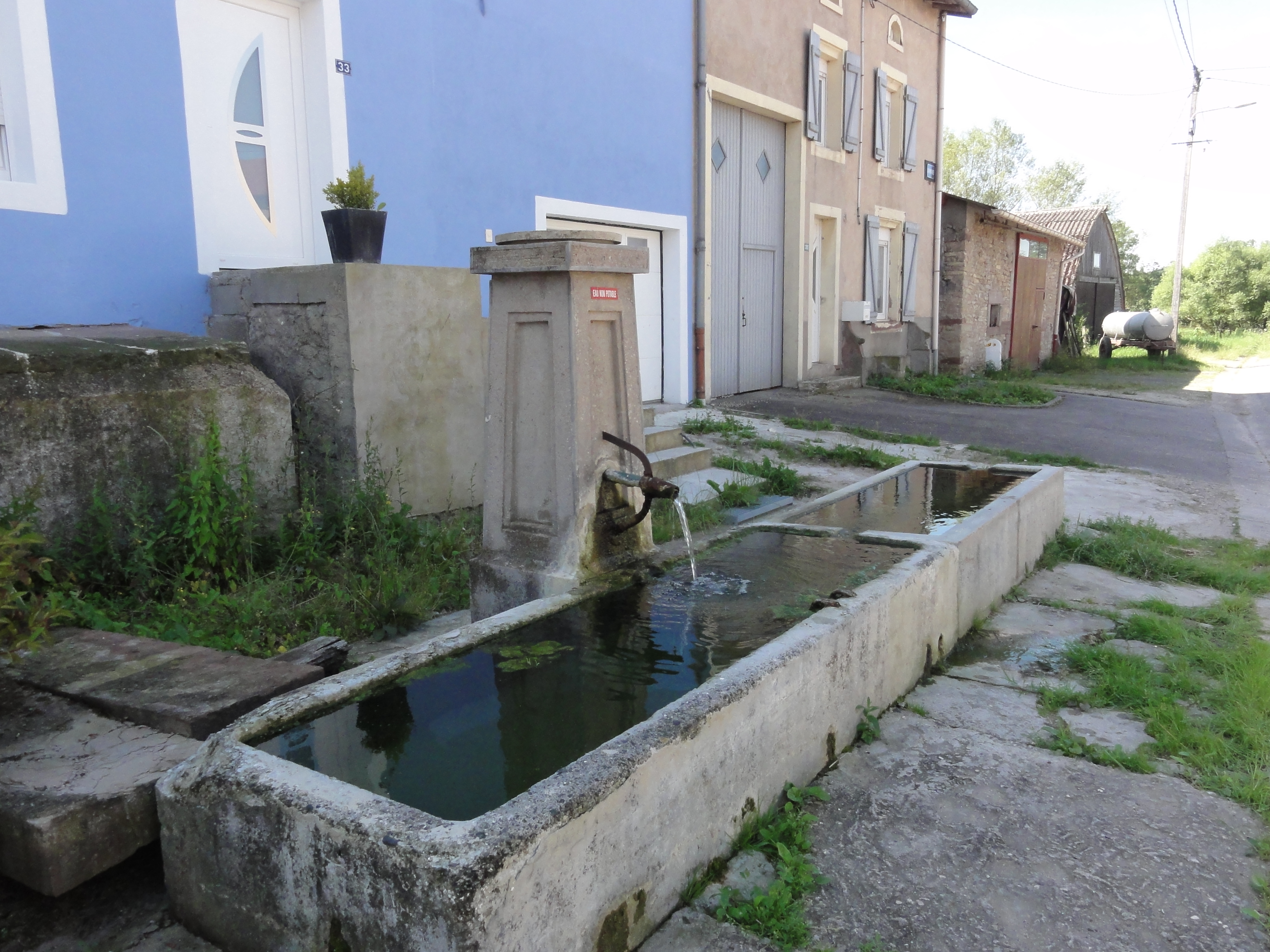
Einer der Dorfbrunnen
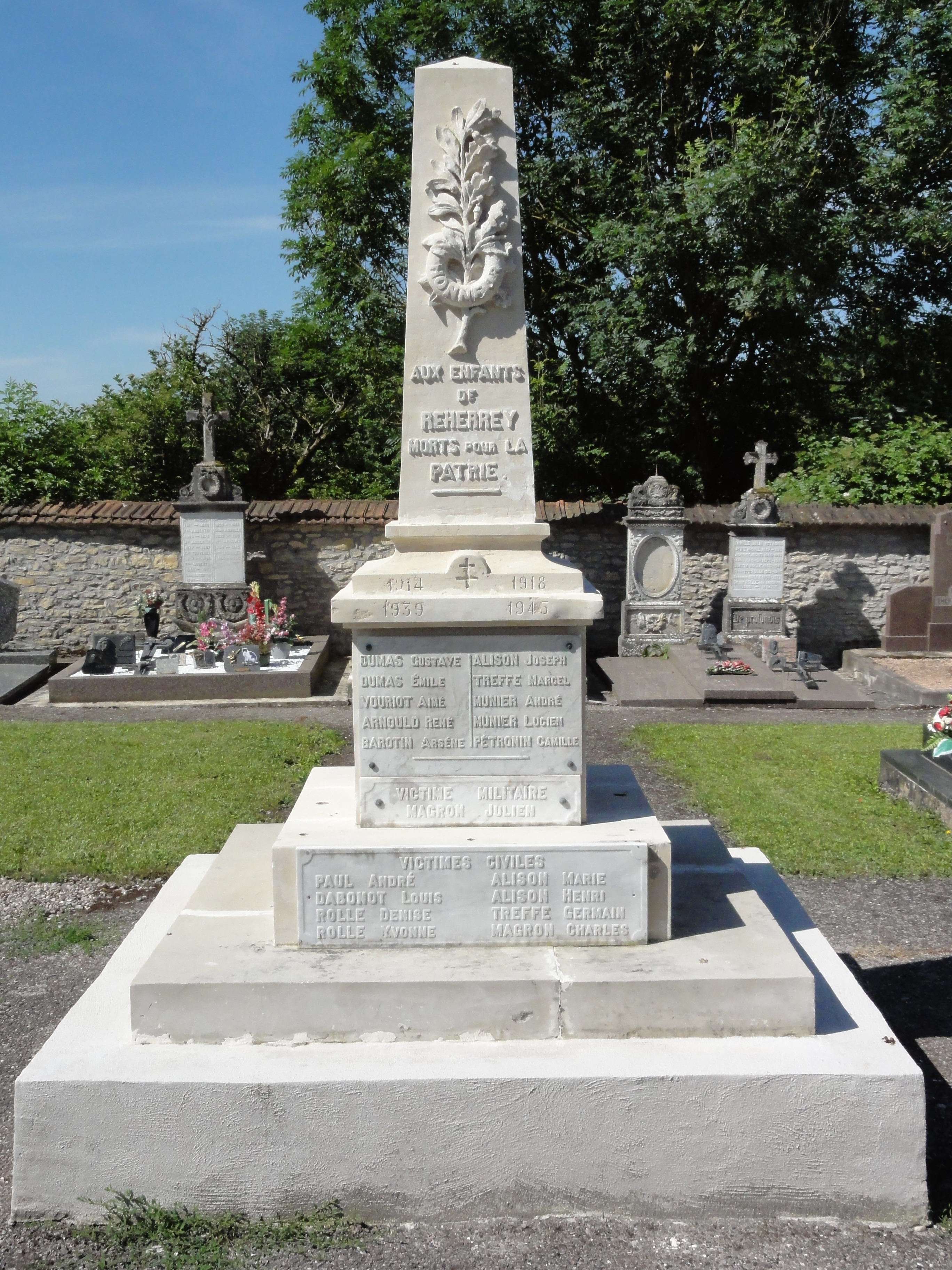
Denkmal für die Gefallenen
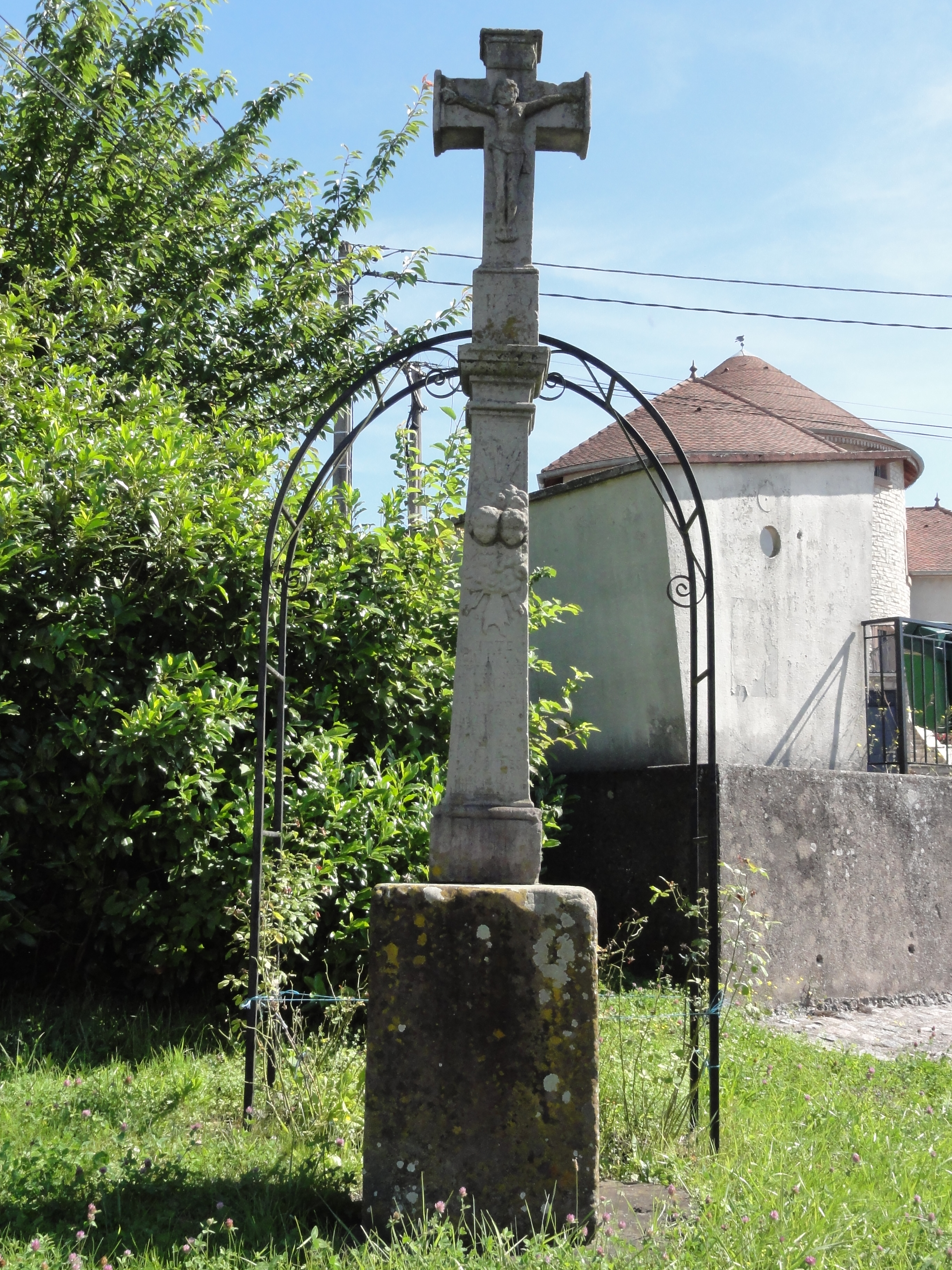
Wegkreuz nahe der Kirche
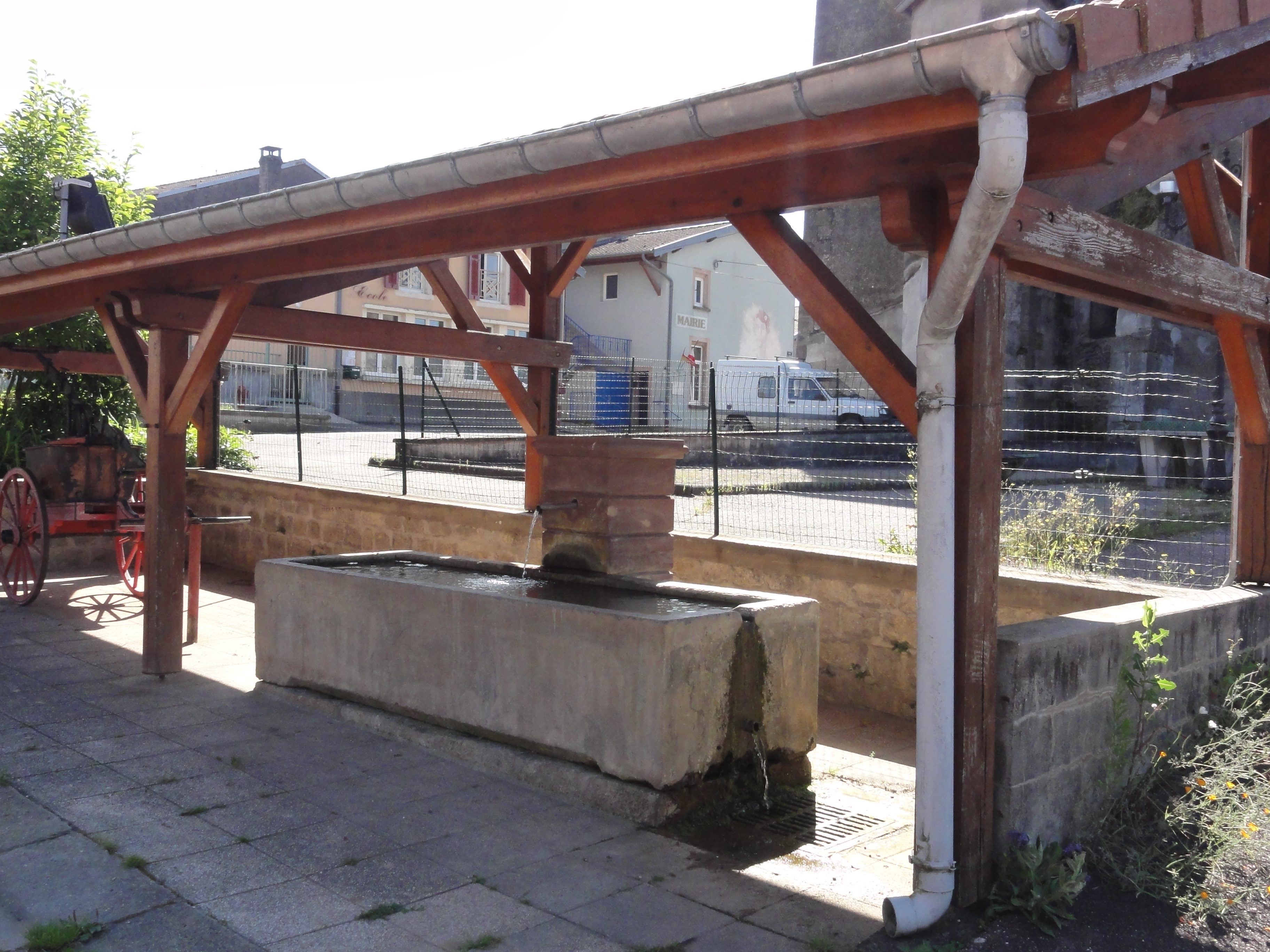
Ehemaliges Waschhaus
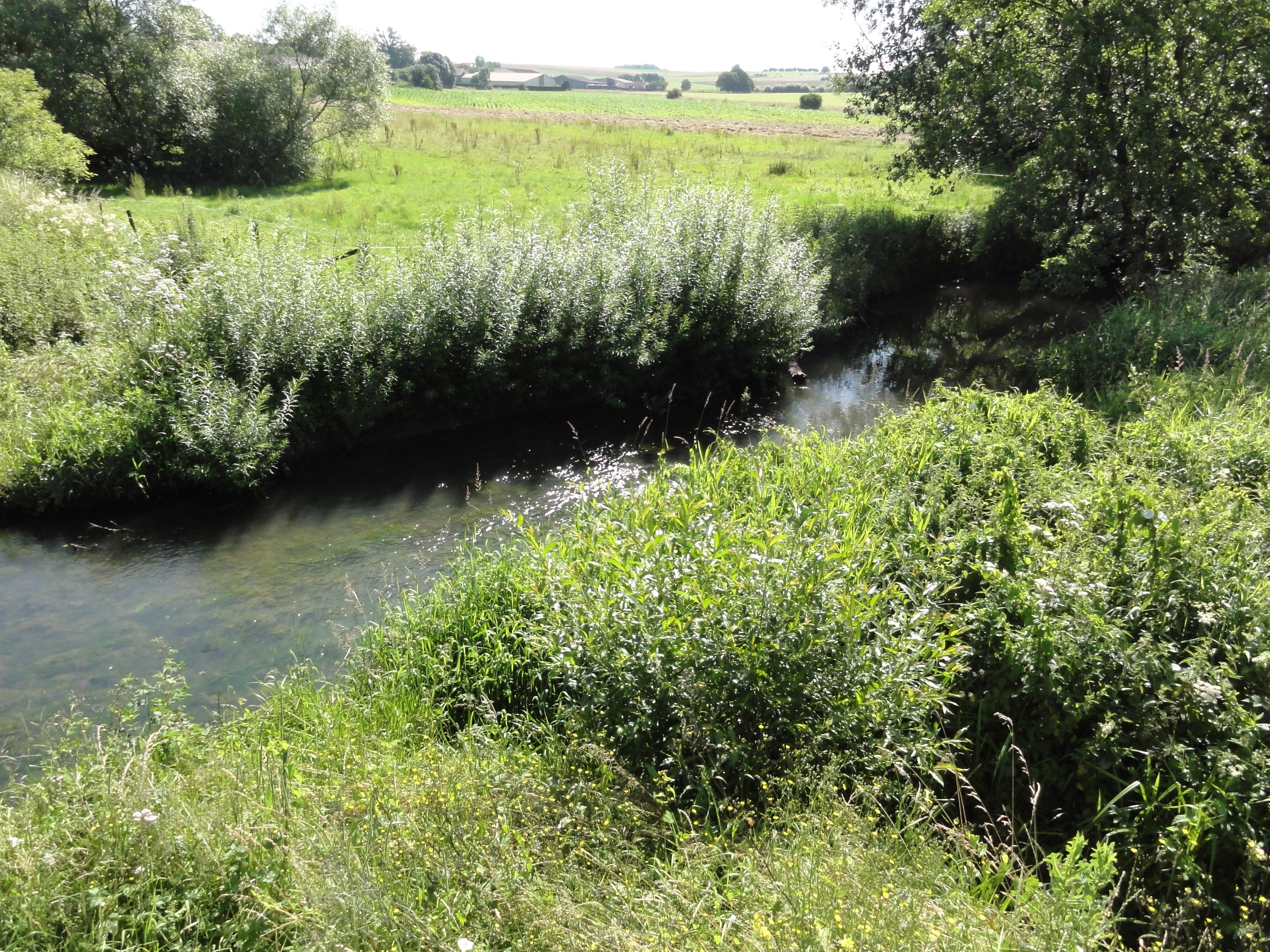
Die Verdurette in Reherrey